# Eliot Makeham
Eliot Makeham (* 22. Dezember 1882 als Harold Elliott Makeham in London, England; † 8. Februar 1956, ebenda) war ein britischer Schauspieler.

## Leben und Karriere
Eliot Makeham begann seine Schauspielkarriere beim Theater. Erst 1931, mit fast 50 Jahren, machte er sein Kinodebüt im Kurzfilm The Lame Duck. Bis in sein Todesjahr spielte der kleingewachsene Charakterdarsteller in insgesamt über 130 Filmproduktionen, meist in eher komischen Nebenrollen als unterdrückter Ehemann oder Angestellter. In Carol Reeds Night Train to Munich (1940) spielte er den Deutschen Schwab, der einen abfälligen Kommentar gegen die Nationalsozialisten fallen lässt und daraufhin eingeschüchtert wird. Eine von Makehams heute noch bekanntesten Rollen ist der korrupte Gouverneur aus dem Abenteuerfilm Der rote Korsar (1952) mit Burt Lancaster. Gegen Ende seines Lebens spielte er auch in einigen frühen Fernsehserien aus Großbritannien.
Ab 1919 war er mit Johanna DeVries verheiratet, die Ehe endete durch ihren Tod im Jahre 1931; von 1934 bis zu seinem Tod war er mit Betty Shale verheiratet. Er starb im Februar 1956 mit 74 Jahren in seiner Geburtsstadt London.

## Filmografie (Auswahl)
- 1931: The Lame Duck (Kurzfilm)
- 1932: Rom-Expreß (Rome Express)
- 1933: Friday the Thirteenth
- 1934: The Unfinished Symphony
- 1937: Dunkle Geschäfte (Dark Journey)
- 1937: Sturm im Wasserglas (Storm in a Teacup)
- 1938: Die Zitadelle (The Citadel)
- 1940: Busman’s Honeymoon
- 1940: Night Train to Munich
- 1943: Yellow Canary
- 1944: A Canterbury Tale
- 1944: The Halfway House
- 1945: Madonna der sieben Monde (Madonna of the Seven Moons)
- 1945: Perfect Strangers
- 1947: Zigeunerblut (Jassy)
- 1947: Nicholas Nickleby
- 1950: Ihr Geheimnis (The Miniver Story)
- 1950: So ist das Leben (Trio)
- 1950: Die Ratte von Soho (Night and the City)
- 1951: Eine Weihnachtsgeschichte (Scrooge)
- 1952: Der rote Korsar (The Crimson Pirate)
- 1953: Boccaccios große Liebe (Decameron Nights)
- 1954: Kleiner Jockey ganz groß (The Rainbow Jacket)
- 1954: Aber, Herr Doktor… (Doctor in the House)
- 1954: Sein größter Bluff (The Million Pound Note)
- 1955: The Grove Family (Fernsehserie, 4 Folgen)
- 1956: Sailor Beware